# Pebas
Pebas es una localidad peruana ubicada en la región Loreto, provincia de Mariscal Ramón Castilla, distrito de Pebas. Es asimismo capital del distrito de Pebas. Se encuentra a una altitud de 106 m s. n. m. Tiene una población de 2066 habitantes en 1993.

## Clima
| Parámetros climáticos promedio de Pebas | Parámetros climáticos promedio de Pebas | Parámetros climáticos promedio de Pebas | Parámetros climáticos promedio de Pebas | Parámetros climáticos promedio de Pebas | Parámetros climáticos promedio de Pebas | Parámetros climáticos promedio de Pebas | Parámetros climáticos promedio de Pebas | Parámetros climáticos promedio de Pebas | Parámetros climáticos promedio de Pebas | Parámetros climáticos promedio de Pebas | Parámetros climáticos promedio de Pebas | Parámetros climáticos promedio de Pebas | Parámetros climáticos promedio de Pebas |
| Mes                                     | Ene.                                    | Feb.                                    | Mar.                                    | Abr.                                    | May.                                    | Jun.                                    | Jul.                                    | Ago.                                    | Sep.                                    | Oct.                                    | Nov.                                    | Dic.                                    | Anual                                   |
| --------------------------------------- | --------------------------------------- | --------------------------------------- | --------------------------------------- | --------------------------------------- | --------------------------------------- | --------------------------------------- | --------------------------------------- | --------------------------------------- | --------------------------------------- | --------------------------------------- | --------------------------------------- | --------------------------------------- | --------------------------------------- |
| Temp. máx. media (°C)                   | 30.7                                    | 31.2                                    | 30.8                                    | 30.7                                    | 30.2                                    | 29.8                                    | 30                                      | 30.6                                    | 31                                      | 31.3                                    | 31.2                                    | 31.5                                    | 30.8                                    |
| Temp. media (°C)                        | 26                                      | 26.4                                    | 26.2                                    | 26.1                                    | 25.8                                    | 25.4                                    | 25.2                                    | 25.6                                    | 26                                      | 26.5                                    | 26.6                                    | 26.6                                    | 26                                      |
| Temp. mín. media (°C)                   | 21.4                                    | 21.6                                    | 21.6                                    | 21.6                                    | 21.5                                    | 21.1                                    | 20.5                                    | 20.6                                    | 21                                      | 21.8                                    | 22.1                                    | 21.8                                    | 21.4                                    |
| Fuente: climate-data.org                |                                         |                                         |                                         |                                         |                                         |                                         |                                         |                                         |                                         |                                         |                                         |                                         |                                         |